# Goldene Erde Kalifornien
Goldene Erde Kalifornien ist ein US-amerikanischer Spielfilm aus dem Jahr 1938 unter der Regie von Michael Curtiz. George Brent, Olivia de Havilland und Claude Rains spielen die Hauptrollen in diesem Western, der zur Zeit des Goldrausches in Kalifornien angesiedelt ist. Gezeigt werden die unterschiedlichen Standpunkte der ansässigen Farmer und der zugezogenen Minenarbeiter.

## Handlung
Der Film spielt in Nordkalifornien in den 1870er Jahren. Colonel Christopher Ferris ist ein reicher Farmer, der seinen Wohlstand durch den Goldbergbau gefährdet sieht. Durch den hydraulischen Bergbau wird fruchtbares Ackerland zerstört. Der Bergbauingenieur Jared Whitney ist sein Gegenspieler. Er verteidigt die neuen Methoden. Ausgerechnet Jared Whitney freundet sich mit Ferris’ Sohn Lance an und verliebt sich dann auch noch in seine Tochter Serena. Die Familie droht auseinanderzubrechen, als Ferris’ Bruder Ralph sein Farmland aufgibt und sich in San Francisco der Bergbaugesellschaft seines Schwiegervaters Harrison McCooey anschließt. Lance folgt seinem Onkel in die Stadt und entflieht der harten Arbeit auf dem Land. Colonel Ferris fühlt sich von seiner Familie alleingelassen und möchte nun nicht auch noch seine Tochter Serena verlieren. Er verbietet ihr, sich mit Jared Whitney zu treffen, der für die Bergbaugesellschaft einen Staudamm bauen soll. Jared erkennt die Richtigkeit der Argumente der Farmer gegen den Staudamm, fügt sich jedoch seinem Arbeitgeber. Als Serena dann auch noch erfährt, dass der Vater Jareds Briefe an sie konfisziert, geht auch sie nach San Francisco. Dort trifft sie Jared wieder. Rosanna gibt in San Francisco eine Party, auf der verkündet wird, dass die Farmer gegen die Bergbaugesellschaft zu Gericht ziehen. Für Serena ist klar, dass sie auf der Seite der Farmer steht. Doch Jared als Angestellter von McCooey muss die Position seines Arbeitgebers beziehen. Die Farmer gewinnen schließlich vor Gericht. McCooey gibt dennoch nicht auf und hält den Betrieb mit Hilfe von Slag Minton aufrecht. Die Farmer wollen die Industrie dennoch stoppen. Bei dem Versuch, die Wasserpumpen abzustellen, wird Lance Ferris getötet. Der Streit zwischen Farmern und Industriellen weitet sich in einen Krieg aus. Colonel Ferris versammelt die Farmer um sich und führt sie in die Schlacht. Jared Whitney löst den Konflikt schließlich, indem er den Staudamm sprengt. Mit dieser Tat kann er letztlich auch Colonel Ferris überzeugen und erhält die Hand von Serena.

## Hintergrund
Der Film entstand nach einem Roman von Clement Ripley, der 1936 als Fortsetzungsroman in der International-Cosmopolitan erschien. Die Regie sollte zunächst Howard Hawks übernehmen.
Die deutsche Fernsehfassung wurde in Schwarz-Weiß gezeigt.

## Kritiken
„In Anlage und Durchführung veralteter Western, der die Dramatik der Ereignisse nicht ganz zur Geltung bringt.“

„Curtiz, Steiner und Polito – das strahlende Dreigestirn der Warner Bros. – drehten diesen schönen Farmer-Western hauptsächlich als Übung für „The Adventures of Robin Hood“ und das neue Technicolor-Verfahren.“